# Pentagon Memorial
Pentagon Memorial er et mindesmærke rejst til minde om de 184 dræbte efter Terrorangrebet den 11. september 2001, hvor terrorister fløj American Airlines Flight 77 ind i Pentagon. 
Pentagon Memorial er beliggende i Arlington County i Virginia.
38°52′15″N 77°03′31″V / 38.8709°N 77.0587°V